# 小口ひとみ
小口 ひとみ（おぐち ひとみ、1988年9月27日 - ）はモックプランニング所属のフリーアナウンサー、パティシエ。元仙台放送アナウンサー。過去にファイブ☆エイトに所属し女優、読者モデル、ラジオパーソナリティー、MC等で活動。
2015年4月末仙台放送を退社後、フリーアナウンサーに転向。2022年8月よりpococha にて定期的にライバーとして配信していた。また、英語（高校時代にアメリカ1年間留学経験有）、フランス語（2010年１月まで半年間留学）、韓国語が少し話せる。

## 現在の出演番組

### テレビ
- 突撃!ナマイキTV(東日本放送)　デパスパ一番のり！ 金曜リポーター (2023年2月3日 - )
khb公式youtubeでリアルタイムまたはアーカイブ視聴可能

- アイリスプラザ「なるほど！知っトク動画」

## 過去の出演

### テレビ
タレント時代
- 学生才能発掘バラエティ 学生HEROES!（2011年、テレビ朝日)
- ドリームメーカーTV（2002年、BSフジ）
- 爆笑問題のバク天!（2004年、TBS）
- 仮面ライダー剣（2004年、テレビ朝日）第11話

仙台放送時代
- 東日本大震災特別企画　ともに（2012年4月 - 2013年3月）
- 仙台放送スーパーニュース（2013年3月 - 2015年3月）
- 情報番組あらあらかしこ
料理コーナー「敦士の休日ごはん」アシスタント（仙台放送・料理愛好家 わかちゃん出産代理　2016年4月～12月)
- 仙台放送NEWS

フリーアナウンサー時代
- WEEKLYトピックス～仙台～（J:COM 仙台)

### 舞台
- 銀座博品館劇場「Kiddy2003〜不思議なアメ玉〜」ユイ役
- 「ココスマイル2」モズ役

### ラジオ
- 有線ブロードネットワーク「ASIAN美少女FILE プチドルスクール」

### 動画サイト
- 「ほんと素敵です☆」（2010年）

## CM
- MTI「すごメロ」
- コカコーラ「ファンタ」